# Конвой Сайпан – Трук (27.02.44 – 05.03.44)
Конвой Сайпан — Трук (27.02.44 — 05.03.44) — японський конвой часів Другої світової війни, проведення якого відбувалось у лютому — березні 1944.
Пунктом призначення конвою був атол Трук у центральній частині Каролінських островів, де ще до війни створили потужну базу японського ВМФ, з якої кілька років провадились операції в цілому ряді архіпелагів. 17—18 лютого 1944-го ця база була розгромлена унаслідок потужного рейду американського авіаносного з'єднання та невдовзі потрапила у блокаду. Втім, у наступні кілька місяців сюди ще змогли провести кілька конвоїв, зокрема 27 лютого з Сайпану (головна японська база у Маріанському архіпелазі) вирушив транспорт «Сінкьо-Мару» (Sinkyo Maru), який охороняли кайбокани (фрегати) «Амакуса» та «Мікура». «Сінкьо-Мару», на борту якого перебувала понад тисяча військовослужбовців 52-ї піхотної дивізії, раніше прямувало з Йокосуки в конвої № 3206, проте, ймовірно, залишилось на Маріанських островах, тоді як конвой № 3206 був розгромлений 17 лютого на підході до Труку.
2 березня 1944-го загін перебував у центральній частині Каролінського архіпелагу за три з половиною сотні кілометрів на південний захід від Труку. Тут його спершу безрезультатно атакував підводний човен USS Burrfish, а невдовзі інша американська субмарина USS Picuda все-таки змогла торпедувати Сінкьо-Мару, загинуло 18 військовослужбовців. У перехопленій вранці 3 березня японській радіограмі повідомлялось, що транспорт все ще на плаву, при цьому «Мікура» вже зняв з нього від 450 до 600 бійців, а «Амакуса» готується прийняти ще 600 осіб. Вранці 4 березня Сінкьо-Мару затонув, а 5 березня фрегати прибули із врятованими на Трук.